# Yamamoto Yaeko
Yamamoto Yaeko est un nom japonais traditionnel ; le nom de famille (ou le nom d'école), Yamamoto, précède donc le prénom (ou le nom d'artiste).
Compléments
Ordre de la Couronne précieuse
Yamamoto Yaeko (山本八重子), aussi appelée Niijima Yae, née le 1er décembre 1845 à Aizu au Japon et décédée le 14 juin 1932 à Kyoto, est une Japonaise qui participa à la guerre de Boshin.

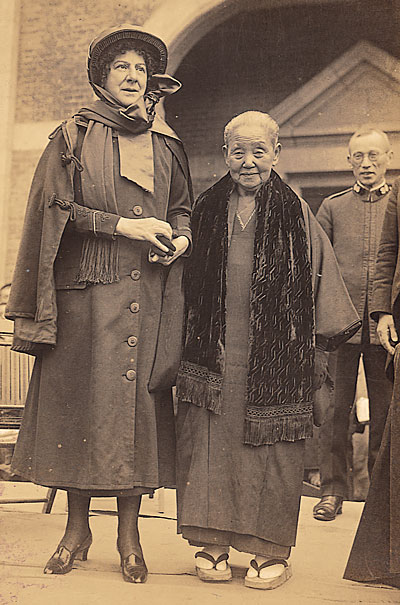
Missionnaire étrangère avec Yamamoto Yaeko (à droite) vers la fin de sa vie.

Fille d'un instructeur de tir du domaine d'Aizu, Yamamoto Gonpachi, Yaeko apprend dès son plus jeune âge à manier des armes à feu et participe à la défense d'Aizu durant la guerre de Boshin. Après la défaite, elle se rend à Kyoto pour rechercher son frère Yamamoto Kakuma, fait prisonnier par les forces du domaine de Satsuma. 
Yaeko reste finalement à Kyoto et se convertit au christianisme durant les années 1870. Elle épouse le révérend Joseph Hardy Neesima et participe à la fondation de l'université Dōshisha. Par la suite, elle est reconnue comme maître de thé dans la tradition de l'école urasenke avec pour nom d'artiste Niijima Sōchiku (新島宗竹), puis elle devient infirmière pendant la première guerre sino-japonaise et la guerre russo-japonaise.
Sa famille prétendait descendre de Yamamoto Kansuke du clan Takeda.

## Dans la culture populaire
Yamamoto Yaeko est représentée dans divers romans, mangas et émissions télévisuelles.
TV
- dans le drama Byakkotai, elle est incarnée par Noriko Nakagoshi
- dans le taiga drama Yae no Sakura de 2013, elle est incarnée par Haruka Ayase

Manga
- Yae no Sakura, de Yamamoto Mutsumi (scénario) et Takemura Youhei (dessin), publié en 2012.

Jeux vidéos
- Like a Dragon Ishin!

## Source de la traduction
- (en) Cet article est partiellement ou en totalité issu de l’article de Wikipédia en anglais intitulé « Yamamoto Yaeko » (voir la liste des auteurs).